# Felipe Simas (empresário)
Felipe Simas (Rio de Janeiro, 26 de abril de 1980) é um empresário artístico e produtor executivo brasileiro. É responsável por administrar a carreira das artistas Anavitória e Manu Gavassi.

## Carreira
Iniciou sua carreira no final dos anos 90 como produtor de shows e festas universitárias em Curitiba. Foi responsável por levar à Curitiba shows dos principais artistas nacionais da época como Los Hermanos, Skank, Pitty, Pato Fu, Engenheiros do Hawaii e Nando Reis, além de diversos shows internacionais como Pearl Jam, Avril Lavigne e Evanescence. Já nessa época produzia e empresariava bandas expoentes da cena curitibana. 
Em 2006, fundou a empresa F/Simas, com o objetivo de descobrir, empresariar e produzir artistas expoentes.
Seu nome começou a ficar conhecido nacionalmente a partir do êxito da carreira do cantor Tiago Iorc, de quem foi empresário, produtor, mentor artístico-criativo e gerente de carreira por mais de 10 anos.   Juntos realizaram entre 2010 e 2017 mais de 500 shows por todo o Brasil, além de shows nos Estados Unidos, Canadá, México, Portugal e Coréia do Sul.
Em 2014 descobriu o trabalho de duas meninas (Ana Clara Caetano e Vitória Falcão) de Araguaína, norte do Tocantins. Logo as convidou para ir para São Paulo formar um duo que batizou de Anavitória. Com um EP lançado em 2015 e um álbum lançado em 2016, a dupla alcançou sucesso nacional em grande escala e conquistou seu primeiro Grammy Latino.
Em 2016, se tornou empresário da cantora Manu Gavassi e deu início à um processo de reposicionamento da carreira dela que teve início com o lançamento do álbum Manu  e acabou ganhando projeção nacional em 2020 com uma participação histórica no reality show Big Brother Brasil . Ao sair do programa, a artista virou referência ao criar, roteirizar e dirigir as suas próprias campanhas publicitárias , produzidas pela F/Simas . 
Em 2017 recebeu um Grammy Latino por sua participação como produtor do álbum Troco Likes Ao Vivo.
Em 2018, idealizou, realizou e lançou o longa metragem Ana e Vitória., uma ficção inspirada nas vidas reais de Ana e Vitória ao longo do meteórico percurso de ascensão artística do duo Anavitória rumo ao estrelato. Seu papel no filme é interpretado pelo ator Bruce Gomlevsky.
Foi apelidado pela revista Veja São Paulo de 'Criador de Estrelas'. Entre 2016 e 2017, seus artistas Tiago Iorc e Anavitória foram considerados os principais responsáveis pelo retorno da MPB às paradas, furando a hegemonia do sertanejo e do funk na segunda metade da década de 2010.
Em 2020, lançou o livro 'O Cílio do Olho da Clara', um conto infantil baseado em uma troca de mensagens com Ana Clara Caetano, integrante da dupla Anavitória. Em 2024, a editora Matrix relança o livro em formato duplo, dessa vez, acompanhado do conto 'A Caracol do Cabelo da Vi', dedicado à Vitória Falcão, a outra metade da dupla. Com o novo conto, o livro foi rebatizado de 'Me Conta Dois Contos das Anavitória'. 
Em 2021, sua empresa F/Simas passa atuar como selo fonográfico , lançando o primeiro álbum independente da dupla Anavitória, após o vencimento do contrato de cinco anos que tinham com a gravadora Universal Music . O disco recebeu dois Grammy Latinos ('Melhor Álbum Pop Contemporâneo em Língua Portuguesa' e Melhor canção em Língua Portuguesa').  
Em 2022, idealizou, criou, roteirizou, dirigiu e produziu a minissérie Tá Tudo Certo, sob encomenda do Disney+ . A minissérie de quatro episódios, foi co-roteirizada pelo escritor Raphael Montes e pelo cantor Rubel  e co-dirigida por Mayara Constantino e Rodrigo César. Lançada simultaneamente em mais de 50 países, a série recebeu críticas positivas de portais internacionais como o Stream it or Skip it , do crítico de televisão americano Joe Keller.   
Ainda em 2022, sua empresa F/Simas expande sua atuação como selo fonográfico e assina contrato para o desenvolvimento de carreira de dois novos artistas: o pernambucano Lucas Mamede  e a baiana Analu Sampaio . Já em seu álbum de estreia, Analu teve uma indicação ao Grammy.
Em 2023, produziu os curta-metragens 'Programa de Proteção à Carreira Artística' e 'Sexo, Poder e Arte', ambos idealizados, roteirizados e dirigidos por Manu Gavassi. Os filmes marcam a estreia da produtora de audiovisual 'Estúdio Gracinha', uma sociedade entre Manu e Felipe para a realização de projetos próprios para o cinema.  

## Produções

### Discografia
| Ano  | Disco                                                                           | Artista       | Formato | Função             |
| ---- | ------------------------------------------------------------------------------- | ------------- | ------- | ------------------ |
| 2011 | Umbilical                                                                       | Tiago Iorc    | Álbum   | Produtor Executivo |
| 2013 | Zeski                                                                           | Tiago Iorc    | Álbum   | Produtor Executivo |
| 2015 | Troco Likes                                                                     | Tiago Iorc    | Álbum   | Produtor Executivo |
| 2015 | Anavitória                                                                      | Anavitória    | EP      | Produtor Executivo |
| 2016 | Troco Likes Ao Vivo                                                             | Tiago Iorc    | Álbum   | Produtor Executivo |
| 2016 | Anavitória                                                                      | Anavitória    | Álbum   | Produtor Executivo |
| 2016 | Manu                                                                            | Manu Gavassi  | Álbum   | Produtor Executivo |
| 2017 | Anavitória Canta para Pessoas Pequenas, Pessoas Grandes e Não Pessoas Também    | Anavitória    | EP      | Produtor Executivo |
| 2018 | Anavitória Canta para Foliões de Bloco, Foliões de Avenida e Não Foliões Também | Anavitória    | EP      | Produtor Executivo |
| 2018 | O Tempo é Agora                                                                 | Anavitória    | Álbum   | Produtor Executivo |
| 2018 | Cute but Psycho                                                                 | Manu Gavassi  | EP      | Produtor Executivo |
| 2019 | Cute but (still) Psycho                                                         | Manu Gavassi  | EP      | Produtor Executivo |
| 2019 | Reconstrução                                                                    | Tiago Iorc    | Álbum   | Produtor Executivo |
| 2019 | Acústico MTV                                                                    | Tiago Iorc    | Álbum   | Produtor Executivo |
| 2019 | N                                                                               | Anavitória    | Álbum   | Produtor Executivo |
| 2021 | COR                                                                             | Anavitória    | Álbum   | Produtor Executivo |
| 2021 | Gracinha                                                                        | Manu Gavassi  | Álbum   | Produtor Executivo |
| 2022 | Trilhas                                                                         | Anavitória    | EP      | Produtor Executivo |
| 2022 | Acústico MTV Manu Gavassi canta Fruto Proibido                                  | Manu Gavassi  | Álbum   | Produtor Executivo |
| 2023 | Já ouviu falar de amor?                                                         | Lucas Mamede  | Álbum   | Produtor Executivo |
| 2024 | Mar de desejos                                                                  | Lucas Mamede  | Álbum   | Produtor Executivo |
| 2024 | ANALU                                                                           | Analu Sampaio | Álbum   | Produtor Executivo |
| 2024 | Esquinas                                                                        | Anavitória    | Álbum   | Produtor Executivo |

### Filmografia
| Ano  | Título                                    | Formato      | Função                                                  | Plataforma       |
| ---- | ----------------------------------------- | ------------ | ------------------------------------------------------- | ---------------- |
| 2016 | Troco Likes Ao Vivo                       | DVD Musical  | Produtor e Produtor Executivo                           | Cinema           |
| 2018 | Ana e Vitória                             | Longa/Ficção | Produtor e Produtor Executivo                           | Cinema e Netflix |
| 2018 | Garota Errada                             | Web Série    | Produtor e Produtor executivo                           | YouTube          |
| 2019 | Anavitória: Araguaina - Las Vegas         | Documentário | Produtor e Produtor Executivo                           | Netflix          |
| 2019 | Acústico MTV Tiago Iorc                   | Musical      | Produtor e Produtor Executivo                           | MTV              |
| 2021 | COR                                       | Visualizers  | Produtor e Produtor Executivo                           | YouTube          |
| 2021 | Gracinha                                  | Álbum Visual | Produtor e Produtor Executivo                           | Disney+          |
| 2022 | MTV Acústico Manu Gavassi                 | Musical      | Diretor Geral, Produtor e Produtor Executivo            | MTV              |
| 2023 | Tá Tudo Certo                             | Minissérie   | Criador, Produtor Executivo, Roteirista e Diretor Geral | Disney+          |
| 2023 | Programa de Proteção à Carreira Artística | Curta        | Produtor e Produtor Executivo                           | YouTube          |
| 2023 | Sexo, Poder e Arte                        | Curta        | Produtor e Produtor Executivo                           | YouTube          |
| 2024 | Parisileiro                               | Stand-up     | Produtor e Produtor Executivo                           | YouTube          |
| 2024 | Anavitória COR                            | Musical      | Produtor e Produtor Executivo                           | YouTube          |
| 2024 | Esquinas                                  | Álbum Visual | Produtor e Produtor Executivo                           | YouTube          |

### Turnês
| Período   | Turnê                                         | Artista                 | Função                       |
| --------- | --------------------------------------------- | ----------------------- | ---------------------------- |
| 2011-2012 | Umbilical Acoustic Tour                       | Tiago Iorc              | Tour Manager e Diretor Geral |
| 2013-2014 | Zeski Tour                                    | Tiago Iorc              | Tour Manager e Diretor Geral |
| 2015-2017 | Troco Likes                                   | Tiago Iorc              | Tour Manager e Diretor Geral |
| 2015      | Vício                                         | Manu Gavassi            | Tour Manager e Diretor Geral |
| 2016-2017 | Anavitória                                    | Anavitória              | Tour Manager e Diretor Geral |
| 2017      | Manu Tour                                     | Manu Gavassi            | Tour Manager e Diretor Geral |
| 2018      | Anavitória e Nando Reis Juntos                | Anavitória e Nando Reis | Tour Manager e Diretor Geral |
| 2018-2019 | O Tempo é Agora                               | Anavitória              | Tour Manager e Diretor Geral |
| 2019      | Turnê dos Namorados                           | Anavitória              | Tour Manager e Diretor Geral |
| 2022-2023 | COR                                           | Anavitória              | Tour Manager e Diretor Geral |
| 2022-2023 | Parisileiro                                   | Paul Cabannes           | Produtor Executivo           |
| 2023      | Voz e violão e o que der na telha             | Anavitória              | Tour Manager e Diretor Geral |
| 2023      | Já ouviu falar de amor?                       | Lucas Mamede            | Produtor Executivo           |
| 2024-2025 | Alma de Brasileiro                            | Paul Cabannes           | Produtor Executivo           |
| 2024      | Palavras iguais dizendo coisas tão diferentes | Anavitória e Nando Reis | Tour Manager e Diretor Geral |

### Literatura
| Ano  | Título                               | Gênero   | Editora        | Função  |
| ---- | ------------------------------------ | -------- | -------------- | ------- |
| 2020 | O Cílio do Olho da Clara             | Infantil | Zit Editora    | Autor   |
| 2022 | A Caracol do Cabelo da Vi            | Infantil | -              | Autor   |
| 2024 | Me Conta Dois Contos das Anavitória? | Infantil | Editora Matrix | Autor   |
| 2024 | Enquanto Você Toca...                | Música   | Plataforma9    | Coautor |

## Vida pessoal
Felipe foi casado com a cantora Lorenza Pozza, com quem viveu durante 12 anos, e tem um filho, Leonardo, fruto de um relacionamento anterior.